# Natureza

As Cataratas do Iguaçu, na fronteira entre o Brasil e a Argentina.

A natureza, em seu sentido mais amplo, é equivalente ao "mundo natural" ou "universo físico". O termo "natureza" faz referência aos fenômenos do mundo físico, e também à vida em geral. Geralmente não inclui os objetos construídos por humanos.

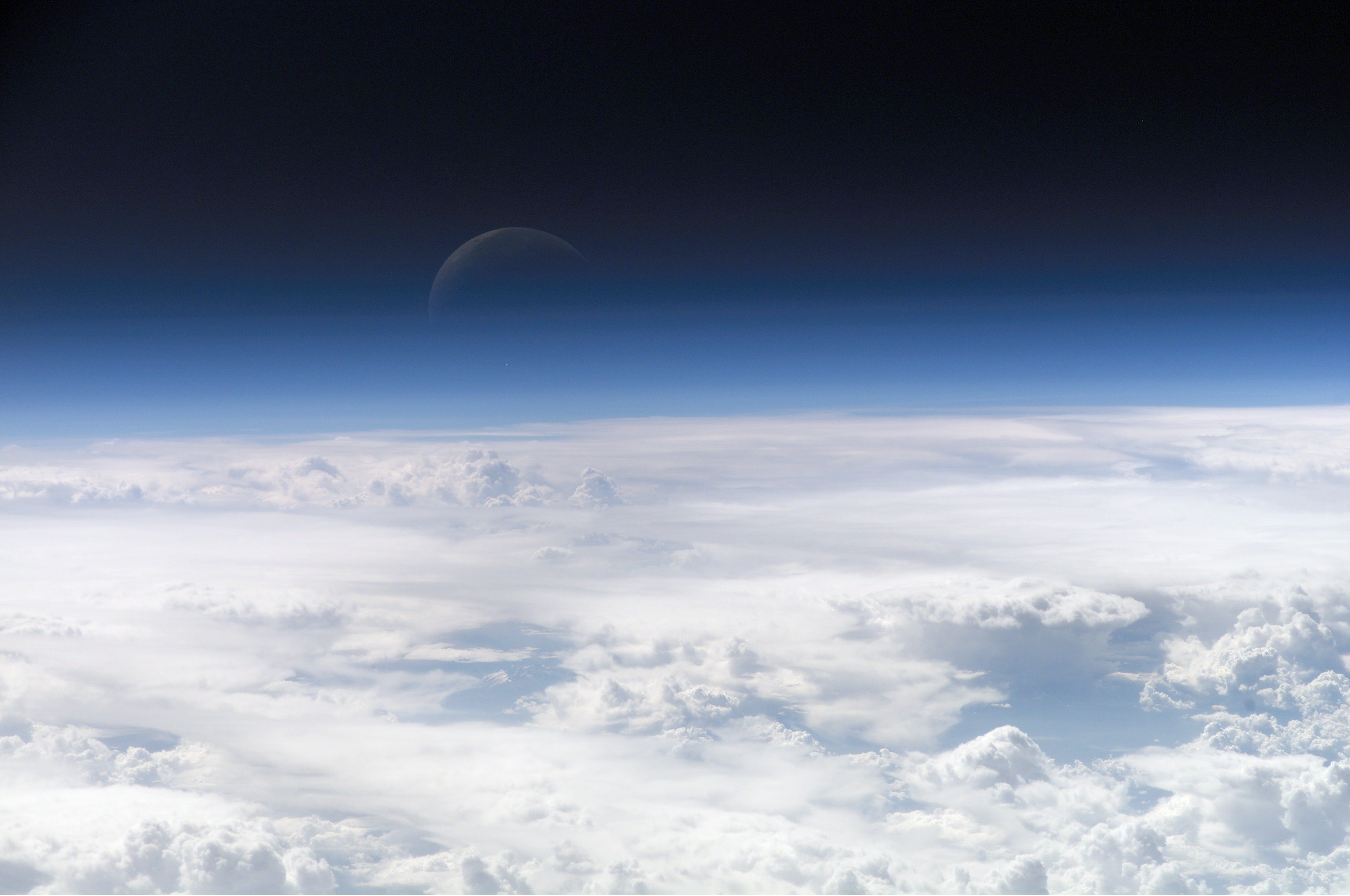
Vista da lua crescente através do topo da atmosfera terrestre.

A palavra "natureza" provém da palavra latina natura, que significa "qualidade essencial, disposição inata, o curso das coisas e o próprio universo". Natura é a tradução para o latim da palavra grega physis (φύσις), que em seu significado original fazia referência à forma inata que crescem espontaneamente plantas e animais. O conceito de natureza como um todo — o universo físico — é um conceito mais recente que adquiriu um uso cada vez mais amplo com o desenvolvimento do método científico moderno nos últimos séculos.
Dentro dos diversos usos atuais desta palavra, "natureza" pode fazer referência ao domínio geral de diversos tipos de seres vivos, como plantas e animais, e em alguns casos aos processos associados com objetos inanimados - a forma em que existem os diversos tipos particulares de coisas e suas mudanças espontâneas, assim como o tempo atmosférico, a geologia da Terra e a matéria e energia estes entes possuem. Frequentemente se considera que significa "entorno natural": animais selvagens, rochas, bosques, praias, e em geral todas as coisas que não tenham sido alteradas substancialmente pelo ser humano, ou persistem apesar da intervenção humana. Este conceito mais tradicional das coisas naturais implica uma distinção entre o natural e o artificial, entendido este último como algo feito por uma mente ou uma consciência.

## Etimologia
Latim, natura, comp. pelo tema natus, p.pass. de nascere = nascer e urus = sufixo do particípio futuro de oritur = surgir, gerar, a força que gera.
Aquilo que surge, que se dá por nascimento. Aquilo que é e faz por nascimento segundo leis universais aplicadas a um preciso contexto.

Ordem ou sistema de leis que precedem a existência das coisas e a sucessão dos seres. O conjunto de todos os seres que compõem o universo. Essência e qualidade ínsita de um ser. Também entendido como "qualidade, índole, gênio, tipo, caráter" de um ser.

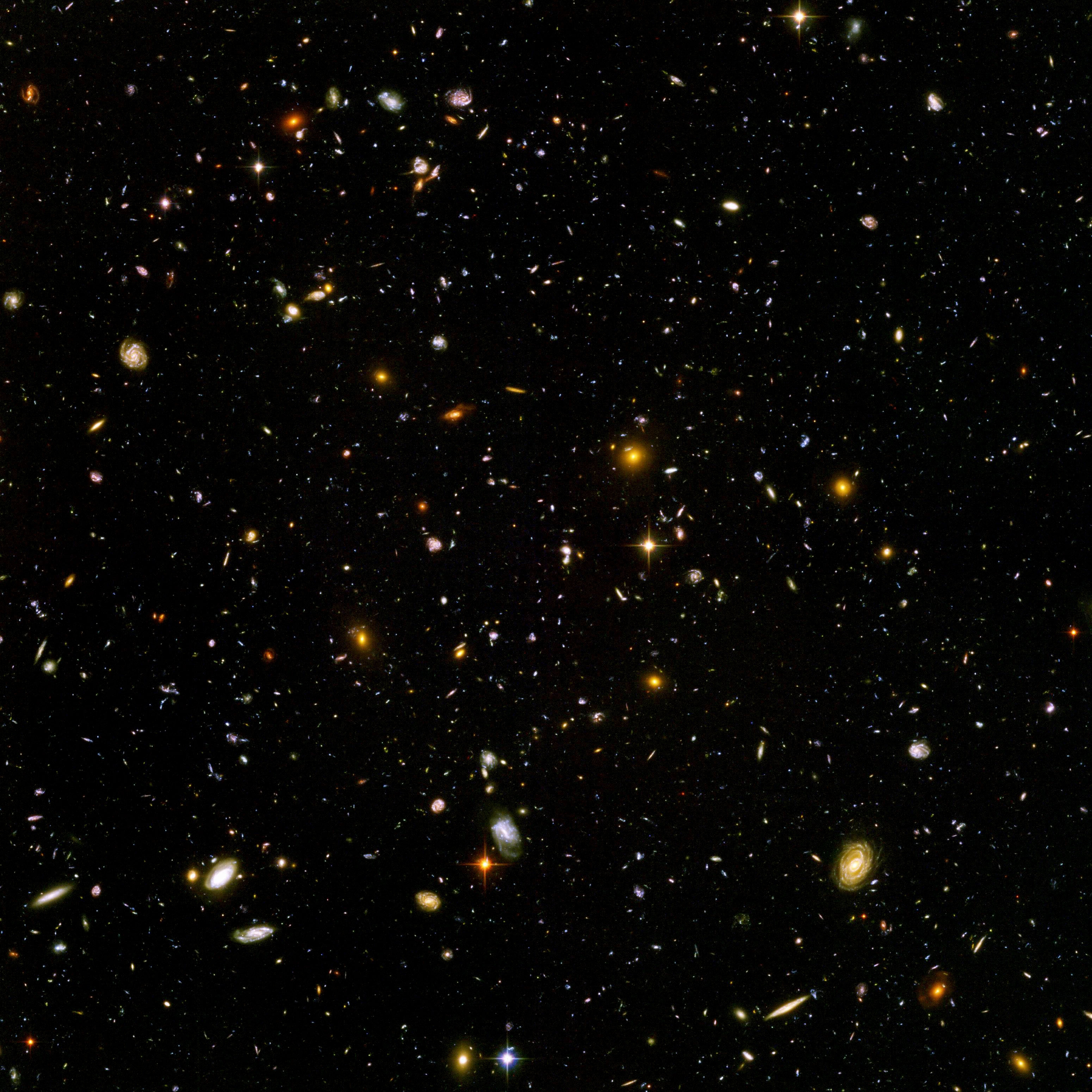
Uma imagem do espaço sideral.

## Vida
Embora não haja consenso universal sobre a definição de vida, os cientistas geralmente aceitam que a manifestação biológica da vida é caracterizada pelos seguintes fatores ou funções: organização, metabolismo, crescimento, adaptação, resposta a estímulos e reprodução. Os seres vivos (reinos das plantas, animais, fungos, protistas, archaea e bactérias) têm essas propriedades em comum: eles são constituídos por células têm uma organização complexa com base em água e metabolismo de carbono e têm a capacidade de crescer, responder a estímulos, e se reproduzir. Portanto, considera-se que uma entidade que satisfaz estas propriedades está viva.
A biosfera é a parte da camada mais externa do planeta Terra, incluindo o ar, a terra, rochas da superfície e da água, e é nesta parte onde a vida evoluiu, e onde eles são feitos e transformar os processos bióticos. A partir de uma visão muito ampla de geofísica, a biosfera é o sistema ecológico global que integra todos os seres vivos e seus relacionamentos, incluindo sua interação com os elementos da litosfera (rochas), hidrosfera (água), e atmosfera (ar). Atualmente, estima-se que a Terra contém cerca de 75 000 milhões de toneladas (7,5 kg x 1013) de biomassa, que está presente em vários ambientes dentro da biosfera.

Cerca de nove décimos da biomassa total da Terra é a vida das plantas, de que a vida animal depende para a sobrevivência. Até o momento já se identificaram mais 2 milhões de espécies de plantas e animais, e estimativas sobre o número real de espécies existentes variam de alguns poucos milhões a até 50 milhões de espécies.

Uma pata com seus filhotes.

O número de espécies existentes varia constantemente, já que surgem novas e outras deixam de existir em uma dinâmica contínua. Atualmente, o número total de espécies está passando por um rápido declínio.

## Escala
A escala abrangida pela palavra natureza, dentro deste contexto, envolve desde o subatômico até o amplamente universal, como os planetas e estrelas. Tomando como o recorte a escala do homem, inclui basicamente o meio ambiente natural e normalmente exclui o meio ambiente construído, de forma a ser tradicionalmente associada à vida selvagem, aos fenômenos e recursos naturais e aos seus processos e dinâmicas próprios. Há também definições que incluem o meio ambiente alterado pelo homem como elemento da Natureza.
A associação mais popular que se faz à palavra "natureza" a confunde com a ideia de paisagem natural: a paisagem é o resultado dos processos complexos presentes em um determinado meio ambiente.

## Realidade

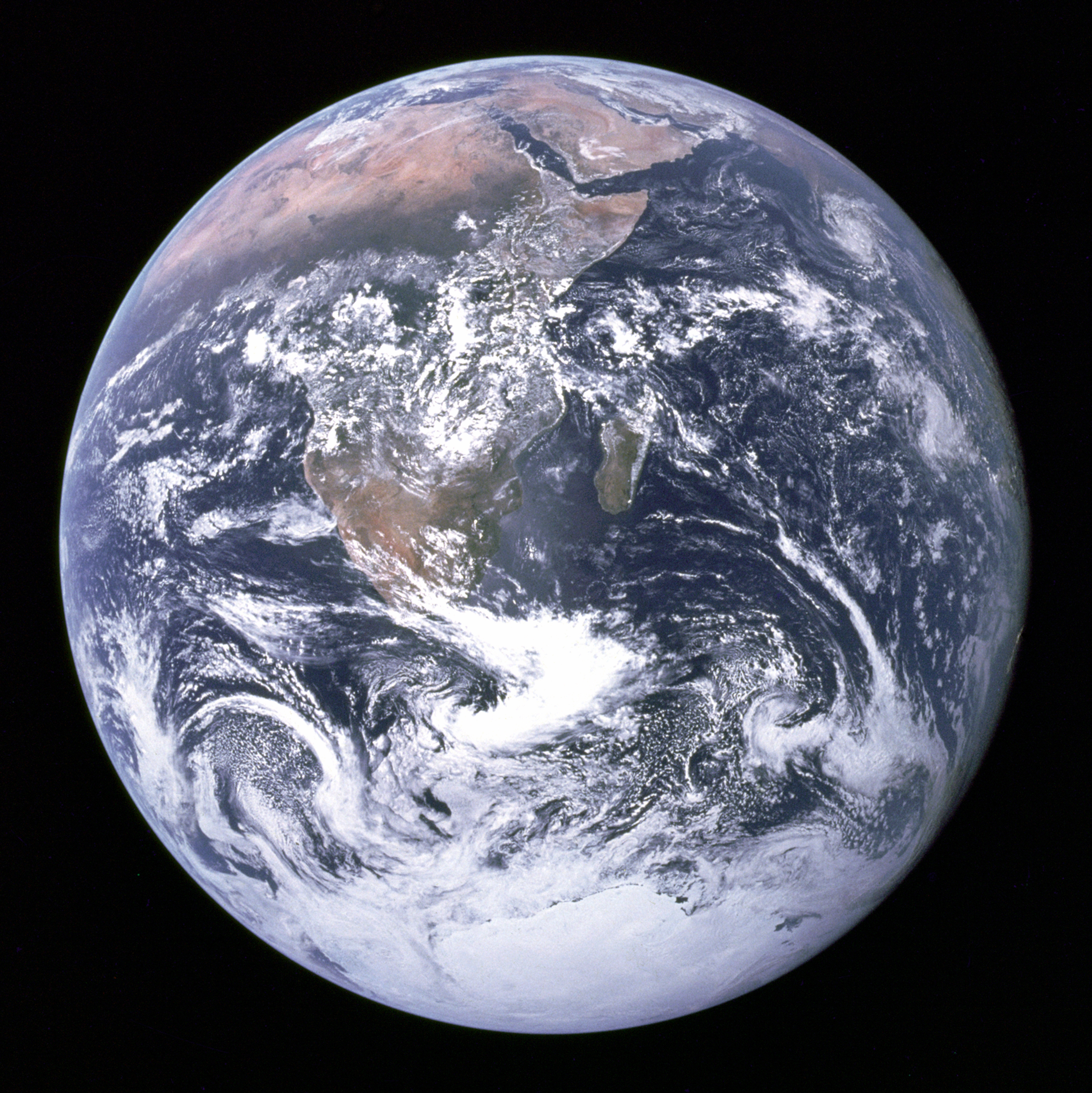
A Terra vista do espaço. Fotografia tirada pela tripulação da Apollo 17.

O mundo natural costuma estar associado ao mundo real.

## Estudo da natureza

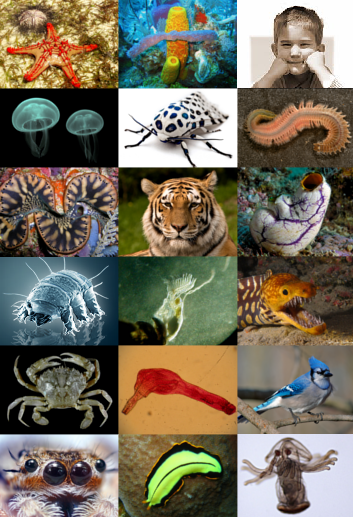
Diversidade Animal.

O estudo sistematizado dos elementos da natureza, seus processos, actividades e consequências se dá através das Ciências naturais.

## Natureza e o ser humano
O crescimento das populações, o aumento do consumo ligado às inovações tecnológicas, à escala global, uma proliferação de resíduos que contaminam o ambiente, afectam os ecossistemas, pondo em causa a natureza.
No sentido de permitir um desenvolvimento sustentável, o Homem tem vindo a desenvolver práticas que permitem a proteção e a conservação da Natureza. Dessas práticas podem destacar-se:
- Tratamento de resíduos sólidos;
- Tratamento das águas;
- Conservação de certas áreas protegidas notáveis;
- Utilização de energias renováveis (eólica,solar, biomassa e outras).